# 澎湖本島
澎湖本島，又稱菊島，舊名大山嶼。是位於臺灣澎湖縣的一個島嶼，也是澎湖群島中面積最大，人口最多的島嶼，土地面積65.4132平方公里，和白沙島相鄰。

## 地理
澎湖本島是一座火山島，島上多有玄武岩地質景觀。由於澎湖本島氣候較為乾燥，以至於需要仰賴水庫蓄水，因此島上設有成功水庫、東衛水庫、興仁水庫三座水庫，並且還設有海水淡化廠。

## 行政區劃
澎湖本島劃分馬公市和湖西鄉，隸屬於中華民國臺灣省澎湖縣，其中馬公市位於本島西半部，也是澎湖縣縣治所在地，政經文化及交通中心，是澎湖縣面積最大、人口最多的地區，離島地區的最大都市。

## 交通
澎湖本島的大眾交通工具由「澎湖縣公共車船管理處」營運，共設有14條路線。

### 航空
- 澎湖機場

### 海運
- 馬公港

### 公路
- 縣道201號
- 縣道202號
- 縣道203號
- 縣道204號
- 縣道205號

## 外部連結
- 澎湖好風光[]